# Viktorie Šindlerová
Viktorie Šindlerová (13 de junio de 2005) es una deportista checa que compite en tiro, en la modalidad de pistola. Ganó una medalla de plata en el Campeonato Europeo de Tiro en 10 m de 2025, en la prueba de pistola 10 m mixto.

## Palmarés internacional
| Campeonato Europeo | Campeonato Europeo | Campeonato Europeo | Campeonato Europeo |
| Año                | Lugar              | Medalla            | Prueba             |
| ------------------ | ------------------ | ------------------ | ------------------ |
| 2025               | Osijek (Croacia)   | Medalla de plata   | Pistola 10 m mixto |